# 坎波 (喀麦隆)
坎普是非洲中西部國家喀麥隆的城鎮，由西南省負責管轄，位於該國西南端恩特姆河右岸，毗鄰與赤道畿內亞接壤的邊界，海拔高度1米。
02°22′00″N 09°49′00″E / 2.36667°N 9.81667°E